# David Dill-Russell
David Dill-Russell (ur. 25 września 1981) – nowozelandzki judoka.
Uczestnik mistrzostw świata w 2007. Startował w Pucharze Świata w 2005 i 2010. Wicemistrz Wspólnoty Narodów w 2006 i trzeci w 2004. Wicemistrz kraju w 2004 roku.